# Платан лондонський (ботанічна пам'ятка природи)
«Платан лондонський» — ботанічна пам'ятка природи місцевого значення в Україні. Пам'ятка природи розташована на території с. Бриків, Кременецького району Тернопільської області,  садиба сільськогосподарського підприємства.
Площа — 0,03 га, статус отриманий у 1974 році.